# Thor: Love and Thunder
Thor: Love and Thunder és una pel·lícula estatudinenca dirigida per Taika Waititi, que forma part de la franquícia del Marvel Cinematic Universe. Està produïda per Marvel Studios
Es tracta del quarta entrega de la saga Thor, precedida per Thor, Thor: Dark World i Thor: Ragnarock. El film està dirigit per Taika Waititi, que va coescriure el guió amb Jennifer Kaytin Robinson, i protagonitzat per Chris Hemsworth, Natalie Portman, Tessa Thompson, Waititi i Russell Crowe.
Es va estrenar el 7 de juliol del 2022.

## Trama
Gorr i la seva filla, els últims de la seva raça, lluiten en un desert àrid. Malgrat les seves oracions al seu déu, Rapu, la filla mor. L'arma Necrosword que mata els déus crida a Gorr, portant-lo al regne exuberant de Rapu. Després que Rapu es burla cruelment de la situació d'en Gorr, ell renuncia al déu, fent que Rapu l'estrangui. La Necrosword s'ofereix a Gorr, que mata a Rapu amb ella i promet matar tots els déus. Gorr rep l'habilitat de manipular ombres i produir monstres, però és maleït amb la mort imminent i la corrupció sota la influència de l'espasa. Després que Gorr mata diversos déus, Thor, que s'ha unit als Guardians de la Galàxia, s'assabenta d'un senyal de socors de Sif. Se separa de l'equip i troba una Sif ferida, que adverteix que el proper objectiu de Gorr és New Asgard. Mentrestant, la Dr. Jane Foster, l'exparella de Thor, ha estat diagnosticada amb un càncer terminal en fase quatre. Amb el tractament mèdic que s'ha demostrat ineficaç, viatja a New Asgard amb l'esperança que el martell de Thor Mjolnir, que abans va ser fracturat per Hela, pugui curar-la.
A causa d'un encantament que Thor sense saber-ho li va posar anys abans per protegir a Foster, Mjolnir es reforja i s'uneix a ella. Thor arriba a New Asgard just quan comença l'atac de Gorr. Thor es sorprèn trobar a Foster amb el Mjolnir, però s'uneix amb ella, Valkyrie i Korg per lluitar contra Gorr. El grup frustra Gorr, però aquest s'escapa, segrestant diversos nens asgardians i empresonant-los al Regne de l'Ombra. El grup viatja a la Ciutat Omnipotencia per avisar els altres déus i demanar-los ajuda per crear un exèrcit. El líder dels déus, Zeus, tem a Gorr i no està disposat a ajudar, pensant que poden romandre amagats de Gorr a la ciutat. Zeus ordena la captura del grup per evitar que exposin la ubicació de la ciutat a Gorr. Quan Zeus fereix a Korg, Thor empala a Zeus amb el seu propi llamp que Valkyrie roba abans que escapen. A mesura que el viatge continua, Thor i Foster reaviven la seva relació romàntica i Foster revela la seva malaltia.
El grup arriba al Regne de l'Ombra però no aconsegueix localitzar els nens. Foster veu dibuixos antics que representen la destral de batalla Stormbreaker de Thor com una manera de convocar el Bifrost perquè entri al regne de l'eternitat i dedueix el parany que va obrir Gorr. Ella llença Stormbreaker per evitar que Gorr hi accedeixi. Tanmateix, Gorr domina el grup i amenaça de matar a Foster, obligant a Thor a tornar-lo a convocar. Gorr roba Stormbreaker amb èxit i fereix greument a Valkyrie abans que una Foster debilitada s'enfonsi. En tornar a New Asgard, Thor descobreix que la forma de Thor de Foster no permet que el seu cos lluiti de manera natural contra el càncer. Thor convenç a Foster perquè el deixi lluitar amb Gorr sol mentre ella es recupera. Thor troba els nens segrestats a l'altar de l'Eternitat i utilitzant el raig de Zeus, els impregna del seu poder per lluitar contra els monstres de Gorr mentre ell lluita contra Gorr. Quan Foster sent que Gorr està a punt de matar a Thor, s'uneix a la batalla amb Mjolnir per salvar-lo. Destrueixen la Necrosword, alliberant a Gorr de la seva influència, però els tres són portats al regne de l'Eternitat. Amb Gorr a punt per demanar el seu desig, Thor implora a Gorr que ressuscite la seva filla en lloc de destruir els déus.
Aleshores, Thor deixa a Gorr perquè prengui la seva decisió i atén a Foster, que sucumbeix a la seva malaltia i mor als seus braços. Mogut per la seva exhibició, Gorr desitja que l'eternitat revisqui la seua filla. Quan Gorr mor per la maledicció, demana a Thor que s'ocupi d'ella. Després, els nens tornen a New Asgard, on Valkyrie i Sif comencen a entrenar-los, i es construeix un monument en honor a Foster. Thor adopta a la filla de Gorr, que s'uneix a ell en la seva heroïcitat. En una escena de mitjans de crèdit, de tornada a Omnipotencia City, un Zeus en recuperació envia a Hèrcules a matar Thor. En una escena posterior als crèdits, Foster arriba a les portes de Valhalla, on Heimdall li dona la benvinguda.

## Repartiment
- Chris Hemsworth com a Thor, Déu del Tro i fill d'Odín.
- Natalie Portman com a Jane Foster, una astrofísica que també és la Deessa de la Tundra i l'interès amorós de Thor.[2] Portman, que no va aparèixer en l'anterior entrega Thor: Ragnarok (2017), va acceptar tornar després d'una reunió amb Waititi,[3] qui va dir que el retorn de Foster a la vida de Thor després de vuit anys seria un gran ajust per a ell, ja que ella ha tingut una altra vida sense ell. Waititi va afegir que Foster apareixent vestida com a Thor seria una «veritable merda» per a ell.[4]
- Tessa Thompson com a Valquíria, Una esclavista i bevedora, basada en l'ésser mitològic Brunilda.
- Jaimie Alexander com a Sif: una guerrera asgardiana i amiga d'infantesa de Thor, basada en la deessa mitològica nòrdica del mateix nom.[5]
- Taika Waititi com a Korg: un gladiador kronan que va fer amistat amb Thor.[6] Waititi també dona veu al déu Kronan Ninny dels Nonny.[7]
- Russell Crowe com a Zeus: El rei dels Olímpics, basat en el deu Mitològic greu del mateix nom.[8] Crowe volia interpretar el paper amb un accent grec, però Waititi va pensar que sonaria «massa ximple», així que va fer que Crowe possés tant l'accent grec com el britànic,[9] amb Waititi suggerint l'accent britànic semblant al que Crowe va utilitzar per a Maximus Decimus Meridius a Gladiator (2000).[10] Waititi finalment va concloure que Crowe tenia raó i va utilitzar l'accent grec a la pel·lícula.

A més, els Guardians of the Galaxy apareixen a la pel·lícula, amb Chris Pratt, Karen Gillan, Dave Bautista, Pom Klementieff, Sean Gunn, Vin Diesel i Bradley Cooper repetint els seus respectius papers de MCU com a Peter Quill / Star-Lord, Nebula, Drax the Destroyer, Mantis, Kraglin Obfonteri, Groot i Rocket.